# Tack, min Gud, för vad som varit
Tack, min Gud, för vad som varit är en psalm/sång med text av August Ludvig Storm och tonsättning av Johannes Alfred Hultman. Sången som första gången publicerades 5 december 1891 i Stridsropet har även sjungits till melodierna Fjäriln vingad syns på Haga och Här är gudagott att vara.

## Publicerad i
- Stridsropet 5 december 1891
- Svenska Missionsförbundets sångbok 1920 som nr 421 med titeln "Tack, o Gud, för vad som varit", under rubriken "Lovsånger".
- Fridstoner 1926 som nr 39 med titeln "Tack, o Gud, för vad som varit" under rubriken "Böne- och lovsånger"
- Frälsningsarméns sångbok 1929 som nr 354 med titeln "Tack, min Gud, för vad som varit", under rubriken "Jubel, erfarenhet och vittnesbörd".
- Segertoner 1930 som nr 385 med titeln "Tack, min Gud, för vad som varit".
- Sionstoner 1935 som nr 78 med titeln "Tack, o Gud, för vad som varit", under rubriken "Guds lov".
- Guds lov 1935 som nr 563 under rubriken "Avslutningssånger".
- Segertoner 1960 som nr 384 med titeln "Tack, min Gud, för vad som varit".
- Frälsningsarméns sångbok 1968 som nr 348 med titeln "Tack, min Gud, för vad som varit", under rubriken "Jubel och tacksägelse".
- Nr 261 i den ekumeniska delen av den svenska psalmboken (dvs psalm 1-325 i Den svenska psalmboken 1986, Cecilia 1986, Psalmer och Sånger 1987, Segertoner 1988 och Frälsningsarméns sångbok 1990) under rubriken "Glädje - tacksamhet".
- Lova Herren 1988 som nr 609 under rubriken "Guds barns tacksägelse och lovsång".
- Sångboken Oskar Merikanto1998 som nr 124.
- Sions sånger och psalmer 2017 nr 191.
- Finlandssvenska psalmboken nr 306 under rubriken "Glädje och tacksamhet", med två alternativa melodier av  och George Coles Stebbins.
- Lova Herren 2020 som nr 516 under rubriken "Glädje och tacksamhet".